# Foxbit
A Foxbit é uma corretora brasileira de Bitcoin e outras criptomoedas. Ela faz a intermediação de compra e venda de moedas digitais, com saques e depósitos em Reais e criptomoedas. Atua no mercado financeiro brasileiro desde 2014.
A Fintech tem 400 mil clientes cadastrados e 3 bilhões de reais transacionados, sendo uma das maiores do mercado.

## História
Em 2014, foi fundada a Foxbit, por João Canhada e Guto Schiavon, tendo como seu primeiro sócio investidor Felipe Trovão. A empresa é legalmente registrada sob o CNPJ 21.246.584/0001-50 com sede em São Paulo/SP.
A burocracia inicial foi realizada via internet e Correios, já que os primeiros colaboradores eram de cidades distintas.
No ano seguinte, houve um aumento para 12.870 clientes e a empresa ganhou o 2º lugar como startup do ano no prêmio Spark Awards.
Em 2016, Bernardo Faria entrou como Sócio Advisor. A Foxbit ganhou o primeiro lugar no prêmio Microsoft BizSpark e foi finalista no prêmio Inovabra, realizado pelo Bradesco.
Já no ano de 2017, com 293.128 clientes cadastrados, ganhou o primeiro lugar no prêmio Visa Track.
No dia 25 de dezembro de 2018, Guto Schiavon faleceu em um acidente automobilístico na região de Marília, interior do estado de São Paulo.
A empresa já anunciou duas aquisições: a Bitinvest, em 2016, para crescer a base de clientes, e a MODIAX, em 2019, aumentando o quadro de funcionários da start-up e ampliando seus produtos e serviços.
Em 2020, a Foxbit conquistou o selo RA1000, um reconhecimento do atendimento no Reclame Aqui, site especializado em reclamações de clientes e reputação de empresas.

## Serviços
A Foxbit oferece a intermediação de troca de Bitcoin, no serviço de OTC (Over-The-Counter), ou mesa de operações, para valores acima de 100 mil reais. Apenas nesta modalidade, a empresa se aproximou dos R$300 milhões negociados em 2020.
Em maio de 2018, a empresa lançou o portal de conteúdo Cointimes, com publicações noticiosas e analíticas sobre blockchain e criptomoedas. No ano seguinte, o portal se tornou independente. Devido ao seu crescimento, o Cointimes resolveu expandir o portal de nicho para uma plataforma de conteúdos gerais sobre finanças, com uma equipe própria.